# 王澤戎
王泽戎（1912年—1993年），湖南祁東人。民族事務專家。西元1929至1932年就讀於湖南第一師範第32班。家中祖業豐盈，廣有田產。幼即入學，先後就讀于衡陽省立第三師範附小和省立第五中學。1932年畢業於湖南一師後，回鄉教書。1933年考入南京國民政府蒙藏委員會政治班第1期學習，1935年以優異成績畢業，留會任見習員，次年任調查員。1939年升任蒙藏委員會調查組長，從事民族地區政治經濟的調查研究。他遍歷甘肅、青海、新疆、蒙古等少數民族地區，考察當地的經濟、文化情況，寫下了大量的調查筆記和文章。1939年撰寫的《柴達木墾殖芻議》長文，發表在《蒙藏月刊>>和《邊疆通訊》上，系統闡述了柴達木盆地的開發建設藍圖。該文曾被國民黨中央大學《史地周刊》轉載並作為教材，受到專家、學者的好評。有關新疆羅布泊的調查專論《黃番調查記》，1940年發表於《天山月刊》，為較早介紹羅布泊的文章之一。他因長期深入邊疆地區，掌握了民族地區政治經濟情況的第一手資料，積極向蒙藏委員會和國民政府建議開發邊疆民族地區，同時親身實踐開發計劃。1940年主持成立柴達木屯墾督辦，實行屯墾試點，取得了一定成效，引起各界人士的重視。1942年，調任重慶國民政府蒙藏委員會人事股長。1944年了月調任該會駐青海蒙古盟政府協贊專員。其時，正值抗日戰爭高潮時期，少數民族地區各種力量滲透，關係錯綜複雜，他克服困難，代表政府履行職責，團結蒙藏政教領袖參加抗日，組織祁連山藏族人民宣傳抗日和慰勞前方抗日將士、安撫外蒙古和哈薩克族內移的人民，協助地方當局在蒙、藏聚居地區創辦了紅灣寺、西藏寺、蓮花寺、永關寺等四所新式小學，促進了少數民族地區的穩定和教育事業的發展。由於成績卓越，抗戰勝利後被國民政府授予勝利勳章。1947年，擔任蒙藏委員會專員。1949年2月任該會駐桂林辦事處主任。8月底，國民政府撤退，他返回老家祁東。1952年受到判刑處理，1984年祁東縣人民法院作出撤銷原判的決定，為其恢複名譽。1985年，經當地統戰部門推薦，王澤戎被聘為省文史研究館館員。由於他長期在國民政府蒙藏委員會工作，對國民黨時期的民族政策比較了解，掌握的資料甚多，入館後積極撰寫蒙藏地區的文史資料，具有重要研究價值。如《擒獲額濟納旗日本特務機關長山本光治事略》和《顧嘉堪布抗戰時期二三事》兩文，為研究甘肅抗日戰爭時期的地方史志提供許多真實的史料，受到了甘肅省文史研究部門的高度重視。1993年在祁東老家因病去世，享年8l歲。